# 人生演歌やで!
『人生演歌やで!』（じんせいえんかやで）は、一部独立UHF局で放送されていた岐阜放送（ぎふチャン）製作の演歌専門の歌謡番組である。ハイビジョン制作。製作局のぎふチャンでは2008年4月2日から同年9月24日まで放送。

## 出演者
基本的にはこの3人が揃って出演していたが、回によっては玉村とジョンエのみが、あるいは玉村と水月のみが出演することもあった。
- 玉村静一郎（玉ちゃん） - 司会を担当。
- イ・ジョンエ - アシスタントを担当。
- 水月美枝 - アシスタントを担当。最終回においてはゲストの1人として出演。

## 主な放送内容
- ゲストの演歌歌手による歌のコーナー
- ゲストの演歌歌手とのトークコーナー
- 人生演歌 - 視聴者参加型の歌コーナー。その参加者自身の人生に大きく影響を及ぼしたと思う曲を、自らの歌声に乗せて披露してもらっていた。
- プレゼントコーナー - 週間プレゼントと月間プレゼントの2種類があった。月間プレゼントは、毎週ゲストから1文字ずつ発表されるキーワードを全て用紙に記入して応募するというものだった。

## 放送局
| 放送対象地域 | 放送局     | 系列      | 放送日時                                            | 備考   |
| ------------ | ---------- | --------- | --------------------------------------------------- | ------ |
| 岐阜県       | 岐阜放送   | 独立UHF局 | 水曜 08:30 - 09:00 （2008年4月2日 - 2008年9月24日） | 製作局 |
| 三重県       | 三重テレビ | 独立UHF局 | 木曜 07:30 - 08:00 （2008年4月3日 - 2008年9月25日） |        |
| 千葉県       | 千葉テレビ | 独立UHF局 | 水曜 11:00 - 11:30 （2008年7月2日 - 2008年9月24日） |        |